# Umetnostno drsanje na Zimskih olimpijskih igrah 1998

### Moški
| Medalja | Tekmovalec               |
| Zlato   | Ilija Kulik (RUS)        |
| Srebro  | Elvis Stojko (KAN)       |
| Bron    | Philippe Candeloro (FRA) |

### Ženske
| Medalja | Tekmovalka          |
| Zlato   | Tara Lipinski (ZDA) |
| Srebro  | Michelle Kwan (ZDA) |
| Bron    | Lu Chen (KIT)       |

### Športni pari
| Medalja | Par                                       |
| Zlato   | Oksana Kazakova, Artur Dmitrijev (RUS)    |
| Srebro  | Jelena Berežnaja, Anton Siharulidže (RUS) |
| Bron    | Mandy Wötzel, Ingo Steuer (NEM)           |

### Plesni pari
| Medalja | Par                                     |
| Zlato   | Oksana Grišuk, Jevgenij Platov (RUS)    |
| Srebro  | Angelika Krilova, Oleg Ovsjanikov (RUS) |
| Bron    | Marina Anissina, Gwendal Peizerat (FRA) |